# San Francisco de Opalaca
San Francisco de Opalaca est une municipalité du Honduras, située dans le département d'Intibucá.
Fondée en 1994, la municipalité de San Francisco de Opalaca comprend 8 villages et 78 hameaux.

## Crédit d'auteurs
- (es) Cet article est partiellement ou en totalité issu de l’article de Wikipédia en espagnol intitulé « San Francisco de Opalaca » (voir la liste des auteurs).